# Flaga Turyngii
Flaga Turyngii – składa się z dwóch poziomych pasów o kolorze białym (górny) i czerwonym (dolny). Flaga urzędnicza posiada na środku herb Turyngii. Herb wywodzi się od herbu dynastii Ludowingów, landgrafów Turyngii.
Uchwalona 10 stycznia 1991 roku. Proporcje 1:2.